# Soodla jõgi
Soodla jõgi är ett vattendrag i Estland. Den är 73 km lång och är ett östligt högerbiflöde till Jägala jõgi som mynnar i Finska viken. Källan ligger vid byn Reinevere i nordöstra delen av landskapet Järvamaa. Den rinner åt nordväst och igenom småköpingen Lehtse i Tapa kommun i Lääne-Virumaa. Därefter rinner den in i Harjumaa där den utgör gräns mellan Anija kommun i sydväst och  Kuusalu kommun i nordöst. Soodla jõgi rinner igenom Soodlareservoaren och strax efter byn Soodla sammanflödar den med Jägala jõgi.

### Fotnoter
1. ↑  Soodla jõgi hos Geonames.org (cc-by); post uppdaterad 2012-01-17; databasdump nerladdad 2015-09-05